# Celama minutalis
Celama minutalis är en fjärilsart som beskrevs av John Henry Leech 1889. Celama minutalis ingår i släktet Celama och familjen trågspinnare. Inga underarter finns listade i Catalogue of Life.